# 弗洛朗·莫特
弗洛朗·莫特（法語：Florent Mothe；1981年5月13日—；也譯作弗洛航·莫特、弗洛朗·莫西），法国男歌手，音樂劇演員，曾在法語音樂劇搖滾莫札特中出演安东尼奥·萨列里一角，出生於法国瓦兹河谷省阿讓特伊。

## 生涯[1]
弗洛朗·莫特於1981年5月13日出生在法国瓦兹河谷省阿让特伊，他於7歲時在蒙蒂尼萊科爾梅耶學校開始學習音樂，很快的掌握了长笛、钢琴、贝斯、電子合成器及吉他的演奏技巧，不過他的主要興趣依舊是唱歌。
他於1996年組建了他的第一個樂團，Lost smile，並在法國與德國間巡演了將近六年。與此同時，他參演了音樂劇《l'alphoméga》，為其錄音及進行演出。之後他組了他的第二個樂團，Ouija，並且在硬石餐廳演唱。不久他遷居到了加拿大多伦多，並成為了一個獨立創作人，他開始在加拿大的酒吧中駐唱，以及在紐約的Mod Club舉行小型演唱會。
他在Myspace上的演出記錄以及音樂歌曲吸引到了Dove Attia和Albert Cohen (producer)的注意，音樂劇搖滾莫札特的製作人，他們邀請弗洛朗·莫特參加該劇的試鏡，並且最終勝出。他在搖滾莫札特中飾演安東尼奧·薩里耶利一角。
他的第一張個人專輯《Rock in Chair》於2013年四月發售，第一首單曲叫做《Je ne sais pas  我不知道》。
距搖滾莫札特的成功六年過後，2015年他再次出演了Dove Attia策劃的新音樂劇亞瑟王傳奇，並與Zaho、Camille Lou、Fabien Incadorna等人一同演出，他在劇中飾演亚瑟王。
2016年，他參加法國節目與星共舞，並於同年十二月發行了他的第二張個人專輯《Danser Sous la Pluie》以及單曲J'attends encore和Quoi de neuf。
2018年，弗洛朗的兒子Naïm出生，2019年，弗洛朗停止活動以照顧新誕生的孩子，並於2019年12月於中國進行《Of Love& Madness》巡演後回歸。
2020年，宣布將於2020年或2021年發行第三張個人專輯《17 Manning Madness》以及他的第四張個人專輯。

## 唱片[1][2]
專輯
| 年份 | 專輯                 | 最高排名 | 最高排名 |  |
| 2013 | Rock In Chair        | FRA 14   | BEL 21   |  |
| 2016 | Danser Sous La Pluie | FRA 73   | BEL 71   |  |

單曲
| 年份 | 單曲                                      | 最高排名 | 最高排名 |  |
| 2009 | Vivre à en crever（與米開朗基羅·樂孔特）  | FRA -    | BEL 4    |  |
| 2009 | L'assasymphonie                           | FRA -    | BEL 10   |  |
| 2012 | On Ira（與Judith）                        | FRA 178  | BEL -    |  |
| 2013 | Je ne sais pas                            | FRA 77   | BEL 50   |  |
| 2013 | Les blessures qui ne se voient pas        | FRA 79   | BEL 25   |  |
| 2015 | Quelque chose de magique（與Camille Lou） | FRA 103  | BEL 15   |  |
| 2016 | Auprès d'un autre                         | FRA -    | BEL 143  |  |
| 2016 | Quoi de neuf                              | FRA 146  | BEL -    |  |

與搖滾莫札特的卡司們
| 年份      | 專輯                 | 最高排名 | 最高排名 |  |
| 2009/2010 | Le bien qui fait mal | FRA 9    | BEL 8    |  |
| 2010      | C'est bientôt la fin | FRA 22   | BEL 25   |  |

與亞瑟王傳奇的卡司們
| 年份 | 專輯                              | 最高排名 | 最高排名 |  |
| 2014 | Mon combat(Tir nam beo)（與Zaho） | FRA 187  | BEL -    |  |

## 得獎紀錄
- 2010年法國NRJ音樂大獎：L'assasymphonie獲頒2009年度歌曲獎
- 2010年法國NRJ音樂大獎：搖滾莫札特劇組獲頒2009年度團隊獎

## 外部連結
- FlOW's Instagram （页面存档备份，存于）